# (6546) Kaye
(6546) Kaye es un asteroide perteneciente al cinturón exterior de asteroides, descubierto el 24 de febrero de 1987 por Antonín Mrkos desde el Observatorio Kleť, České Budějovice, República Checa.

## Designación y nombre
Designado provisionalmente como 1987 DY4. Fue nombrado Kaye en honor al actor Danny Kaye actor cómico de cine y televisión.

## Características orbitales
Kaye está situado a una distancia media del Sol de 3,225 ua, pudiendo alejarse hasta 3,565 ua y acercarse hasta 2,884 ua. Su excentricidad es 0,105 y la inclinación orbital 14,40 grados. Emplea 2115 días en completar una órbita alrededor del Sol.

## Características físicas
La magnitud absoluta de Kaye es 11,8. Tiene 21,624 km de diámetro y su albedo se estima en 0,085.